# Мулинетка
Мулинетка — это воздушный тормоз, служащий для измерения мощности двигателей. Мулинетка, вращаясь на валу двигателя, потребляет механическую мощность и расходует её на преодоление сил сопротивления воздуха. Обладая заданной формой, она позволяет установить определённую взаимосвязь между частотой своего вращения и потребляемой мощностью. По частоте вращения мулинетки можно определить мощность двигателя при данной частоте вращения вала. Применяется для измерения внешней характеристики двигателя. Примером мулинетки является воздушный винт.

## Теоретическое описание
Мощность N (л.с.), потребляемая мулинеткой, зависит от частоты вращения n (тыс. об/мин), диаметра мулинетки D (мм), коэффициента мощности K и плотности воздуха {\displaystyle \rho }:
{\displaystyle N=K\cdot n^{3}\cdot D^{5}\cdot \rho }
Коэффициент мощности обычно определяется экспериментально. Например, для мулинетки в виде бруска квадратного сечения и общей длиной в 15 раз больше стороны сечения, для оси вращения, перпендикулярной оси бруска, параллельной стороне поперечного сечения и проходящей через центр бруска, М. Коломбан определил
{\displaystyle N=0,0532({\frac {D}{450mm}})^{5}\cdot ({\frac {n}{1000min^{-1}}})^{3}}, л.с.
В литературе описана теория мулинетки с учетом зависимости коэффициента от температуры воздуха и давления.